# أوه يون كيونغ
أوه يون كيونغ مواليد 6 أغسطس 1941 في كوريا الشمالية، هو لاعب كرة قدم كوري شمالي كان يلعب في مركز الدفاع. مثّل منتخب كوريا الشمالية لكرة القدم. سبق له أن لعب في كأس العالم لكرة القدم مع منتخب بلاده في مونديال عام 1966م.

## روابط خارجية
- أوه يون كيونغ على موقع الاتحاد الدولي (مؤرشف)  (الإنجليزية)
- أوه يون كيونغ على موقع قاعدة بيانات كرة القدم.إي يو (الإنجليزية)
- أوه يون كيونغ على موقع ناشيونال فوتبول تيمز (الإنجليزية)
- أوه يون كيونغ على موقع Soccerway.com (الإنجليزية)